# Liste du patrimoine mondial au Vanuatu
Cet article recense les sites inscrits au patrimoine mondial au Vanuatu.

## Statistiques
Le Vanuatu ratifie la Convention pour la protection du patrimoine mondial, culturel et naturel le 13 juin 2002. Le premier site protégé est inscrit en 2008.
En 2013, le Vanuatu compte 1 site inscrit au patrimoine mondial, culturel. 
Le pays a également soumis 5 sites à la liste indicative, 3 culturels et 2 naturels.

## Listes

### Patrimoine mondial
Le site vanuatais suivant est inscrit au patrimoine mondial en 2024.
| Id.  | Bien                     | Province | Année | Superficie (ha) | Critères et notes          | Coordonnées                   | Illus. |
| ---- | ------------------------ | -------- | ----- | --------------- | -------------------------- | ----------------------------- | ------ |
| 1280 | Domaine du chef Roi Mata | Shéfa    | 2008  | 886             | Culturel, (iii), (v), (vi) | 17° 37′ 41″ S, 168° 10′ 41″ E |        |

### Liste indicative
Les sites suivants sont inscrits sur la liste indicative du Vanuatu en 2024. Les noms fournis par le Vanuatu sont en anglais : les traductions en français sont données ici à titre indicatif.
| Id.  | Bien                                                           | Province(s) | Année | Critères et notes               | Coordonnées                   | Illus. |
| ---- | -------------------------------------------------------------- | ----------- | ----- | ------------------------------- | ----------------------------- | ------ |
| 1974 | Lac Letas                                                      | Torba       | 2004  | Naturel, (vii), (ix), (x)       | 14° 27′ 00″ S, 167° 49′ 59″ E |        |
| 2057 | Les nowon et votwos d'Ureparapara                              | Torba       | 2005  | Culturel, (iii), (iv), (v)      | 13° 32′ 13″ S, 167° 19′ 41″ E |        |
| 1972 | Le President Coolidge                                          | Sanma       | 2004  | Culturel, (i), (iii), (iv), (v) | 15° 31′ 16″ S, 167° 13′ 34″ E |        |
| 1971 | Yalo, Apialo et la géographie sacrée du nord-ouest de Malekula | Malampa     | 2004  | Culturel, (iii)                 | 16° 01′ 30″ S, 167° 13′ 01″ E |        |
| 1973 | Zone de conservation de Vatthe                                 | Sanma       | 2004  | Naturel, (vii), (ix), (x)       | 15° 19′ 59″ S, 167° 34′ 59″ E |        |